# Citizen Potawatomi
Citizen Potawatomi, ili građanski Potawatomi, dio su Algonquianskog plemena Potawatomi koji su se, dok su živjeli u Kansasu, odvojili od ostatka plemena oko 1861., i postali građani SAD-a, ali su se nakon toga preselili na Indijanski Teritorij, (današnja Oklahoma). Godine 1890. njihovo brojno stanje je iznosilo 1036, ali je do 1900. godine broj porastao na 1722, a 1904. spao na 1686.